# Hearts Still Beating
Hearts Still Beating là tập thứ tám, đồng thời là tập khép lại nửa đầu Phần 7 của series phim truyền hình The Walking Dead. Tập phim được phát sóng trên kênh AMC của Mỹ vào ngày 11 tháng 12 năm 2016. Khi phát sóng tại Mỹ, tập phim đã được 10,58 triệu người xem trong đó có 5,1 triệu người từ 18-49 tuổi.

## Nội dung tập
Tại cộng đồng Hilltop, sau khi ghé qua mộ Glenn, Maggie trèo lên đứng trên chốt canh gác ở cổng chính cùng với Eduardo. Gregory đi tới và khuyên Maggie đừng suy nghĩ quá nhiều về việc người dân Hilltop dành sự ngưỡng mộ cho cô sau chiến công trước đó. Tuy nhiên, Maggie đáp lại rằng cô thấy chính Gregory mới là người đang bận tâm về điều này.
Ở Alexandria, sau khi cạo râu trong phòng tắm của Rick, Negan bắt đầu vào bếp nấu ăn.
Tại The Sanctuary, nhận thấy cửa phòng giam không bị khóa, Daryl cầm theo chiếc chìa khóa xe được ai đó tuồn qua cho mình dưới khe cửa trước đó và thoát khỏi.
Tara tới đưa cho Olivia một hộp bột chanh và đề nghị được thay cô ấy "phục vụ" Negan. Mặc dù vậy, Olivia từ chối vì đã hứa với Rick sẽ chăm sóc cho Judith. Lát sau ở trong nhà, Olivia vừa bế Judith vừa rót nước chanh cho Negan. Hắn tỏ vẻ thiếu kiên nhẫn khi Rick vẫn chưa trở về và bắt đầu ăn đồ mà mình vừa tự nấu.
Cạnh hồ nước có hàng loạt xác sống trôi nổi, Rick và Aaron tìm được một chiếc thuyền nhỏ với nhiều lỗ đạn ở thân. Không còn lựa chọn nào khác, họ đành kiếm hai thanh gỗ, ngồi lên và bắt đầu chèo về hướng một chiếc ca nô giữa hồ ở ngay cạnh chiếc thuyền lớn.
Sau khi trở về và vào trong Alexandria, Eugene nhìn thấy Spencer được vài thành viên của The Saviors khen ngợi vì đã mang về rất nhiều đồ cho chúng. Cô gái tên Laura thậm chí còn tỏ vẻ tán tỉnh Spencer. Thấy Eugene đang nhìn, cô ta to tiếng đuổi anh đi.
Trong căn nhà riêng của mình, Carol đang ngồi đọc sách thì nghe thấy có tiếng động bên ngoài. Nhìn qua cửa sổ, cô thấy Morgan vừa để lại một túi đồ trước nhà và rời khỏi. Carol gọi Morgan vào và nói với ông rằng thực ra Ezekiel đã mang rất nhiều đồ tới cho cô rồi. Đúng lúc đó, Richard cũng mang đồ qua và nói rằng anh ấy muốn bàn với họ một chuyện quan trọng.
Rick và Aaron vừa vội vàng chèo, vừa phải giết những xác sống nổi trên mặt hồ đang cố tấn công họ. Khi họ đã sắp tới đích, Aaron bị một con trong số chúng lôi xuống mặt nước. Thật may là anh ấy đã thoát khỏi bầy walker và bơi đến chỗ chiếc ca nô. Rick cũng chèo đến và leo lên ngay sau đó.
Daryl cẩn trọng đi giữa hành lang để tìm lối thoát khỏi căn cứ của The Saviors. Nghe thấy có tiếng người tới gần, anh vội vàng trốn vào một căn phòng, và thật tình cờ khi đó là phòng của Dwight. Daryl cởi bỏ đồng phục tù nhân, khoác lên quần áo của Dwight và lắng nghe tiếng người bên ngoài hành lang. Lát sau, anh nhìn thấy những tượng gỗ nhỏ do Dwight khắc được đặt trên bàn và đạp đổ chúng. Nghe thấy tiếng người bên ngoài đã không còn, Daryl bắt đầu ra khỏi phòng.
Rick và Aaron cuối cùng cũng lên được chiếc thuyền kia để thu thập "chiến lợi phẩm". Aaron tìm thấy một mảnh giấy với hình bàn tay giơ ngón giữa và dòng chữ: "Chúc mừng vì đã thắng, nhưng chúng mày vẫn thua thôi". Trở về bên bờ hồ để chất đồ lên xe, Rick kể với Aaron việc Michonne không muốn sống một cuộc sống chịu sự chi phối của The Saviors. Aaron liền đáp rằng anh biết rõ họ đang làm việc này để giữ cho bản thân và những người mình quan tâm được sống, dù trái tim của mỗi người "có đập hay không". Sau khi họ đã chất đồ xong và chuẩn bị rời đi, một người bí ẩn nào đó đứng từ phía bên kia hồ theo dõi họ.
Michonne vẫn đang ngồi trên xe chĩa súng vào đầu Isabelle - một thành viên của The Saviors để ép cô ta đưa mình đến nơi Negan ở. Cô hỏi rằng vì sao Isabelle lại ở ngoài này một mình nhưng không nhận được câu trả lời. Michonne bèn nói rằng cô sẽ không giết Negan hôm nay, mà chỉ muốn tìm ra cách nào đó để có thể đánh bại hắn sau này.
Trong toa xe nơi họ ở, Sasha mang một chiếc bánh do một cư dân Hilltop nhờ chuyển tặng tới cho Maggie. Cô thuật lại lời con gái người đó nói rằng Maggie nên "tranh cử làm tổng thống của Hilltop". Khi Maggie hỏi rằng Jesus đâu, Sasha nói dối rằng anh ấy đã ra ngoài kiếm đồ từ sớm. Đợi cho Maggie đi, Enid hỏi Sasha rằng tại sao cô ấy lại nói dối về điều này. Sasha bèn đáp rằng họ cần giấu bí mật về kế hoạch đánh trả Negan để giữ an toàn cho Maggie và đứa bé, bởi nếu biết được chắc chắn Maggie sẽ muốn tham gia.
Richard thổ lộ sự quan ngại của mình với Carol và Morgan. Anh ấy nghĩ rằng The Kingdom không thể cùng tồn tại với The Saviors, bởi một ngày nào đó chúng sớm muộn cũng sẽ hủy hoại cộng đồng của họ. Richard muốn nhờ Carol và Morgan tới thuyết phục Ezekiel cho quân chủ động tấn công kẻ địch trước. Mặc dù vậy, Carol từ chối và nói rằng cô muốn được để mặc sống một mình. Morgan thì tỏ ý không muốn phá vỡ sự yên bình mà hiện họ đang có. Trước khi bỏ đi, Richard nói rằng sự yên bình đó sớm muộn sẽ không còn và sẽ có một ngày họ buộc khỏi đấu tranh. Carol cũng bảo Morgan hãy ra về và dặn ông nếu có gặp lại bất kỳ người nào trong nhóm cũ cũng không được nói cho họ biết nơi cô đang ở.
Trong nhà thờ của Alexandria, cha xứ Gabriel biết được ý định ám sát Negan của Rosita và cố khuyên cô đừng làm vậy. Ông nghĩ rằng cô nên chờ thời điểm thích hợp khi tất cả cùng vùng dậy chiến đấu thay vì chỉ là một mình cô đơn lẻ.
Về nhà, Spencer ăn mặc đẹp và tự tập chào hỏi trước gương. Sau đó, anh ta cầm một chai rượu và đi ra ngoài. Đi ngang qua chỗ Rosita, Spencer tiết lộ với cô về việc sẽ tìm cách làm thân với Negan để tính tới việc chống lại hắn sau này. Rosita mỉm cười và đồng ý khi được Spencer mời ăn tối cùng mình tối hôm đó.
Sau khi rời khỏi chỗ của Carol, Richard vào bên trong một chiếc xe cũ được giấu trong rừng. Anh ấy cầm một chai thủy tinh rỗng ném xuống đất và bật khóc.
Cầm theo một ống nước làm vũ khí phòng thân, Daryl thoát ra được khỏi khu nhà và tới chỗ bãi để xe mô tô. Trong lúc đang dùng chiếc chìa khóa mình có để khởi động xe, anh bị bắt gặp bởi Joey "béo". Mặc cho Joey xin được tha mạng và hứa sẽ không nói cho ai biết về việc Daryl bỏ trốn, anh vẫn cầm ống nước đập liên tục vào đầu hắn tới chết. Daryl nhặt lên khẩu Colt Python được dắt bên hông Joey, vốn là của Rick. Đúng lúc đó, Jesus xuất hiện và cả hai người họ cùng rời khỏi căn cứ của The Saviors.
Spencer đi tới chỗ nhà Rick và tự giới thiệu bản thân với Negan. Sau đó, họ cùng nhau uống rượu và tán gẫu. Khi Negan nói rằng hắn đang có hứng muốn chơi bi-a, Spencer bèn đáp rằng anh ta biết chỗ có một bộ bi-a.
Sau một hồi chở Michonne, Isabelle dừng xe lại ở nơi mà họ có thể thấy từ xa là hàng trăm thành viên The Saviors đang tụ tập. Cô ta nói rằng việc tấn công Negan là vô nghĩa vì "Tất cả bọn tao đều là Negan", sau đó bảo Michonne thay vì vậy hãy bắn chết mình, phi tang chiếc xe và trở về nhà. Michonne liền làm vậy.
Rick cùng Aaron về đến Alexandria và được biết Negan và The Saviors đang ở đây. Laura, Gary và David bắt đầu xem xét những nhu yếu phẩm mà họ vừa mang về. Thấy mảnh giấy ghi dòng chữ "Chúc mừng vì đã thắng, nhưng chúng mày vẫn thua thôi", chúng tức giận vì cho rằng họ đã để nó ở đó để mỉa mai chúng. David và Gary liền đánh Aaron tới tấp trong khi Rick bị Laura chĩa súng đe dọa nếu có ý định can ngăn.
Mang bàn bi-a ra đặt ngoài trời, Negan và Spencer bắt đầu thi đấu trong khi Carl, Olivia, Rosita, Tara, Gabriel cùng một vài cư dân khác tụ tập lại để theo dõi. Vừa chơi, Spencer vừa nói với Negan về Rick, rằng Rick ngày càng ngạo mạn, mất kiểm soát và đã gây nên cái chết của em trai, bố và mẹ anh ta - người vốn là thủ lĩnh ban đầu của Alexandria trước khi Rick tới và phá hỏng tất cả. Spencer đề nghị Negan hãy giết Rick và để mình lên làm thủ lĩnh thay.
Sau khi bị đánh bầm dập, Aaron được Rick đỡ đứng dậy. Anh vẫn mỉm cười bảo Rick: "Tim tôi vẫn đập, phải không?"
Negan cân nhắc lời đề nghị của Spencer. Hắn nói rằng mặc dù Rick căm thù mình, anh ấy vẫn gạt sự hận thù đó sang một bên để ra ngoài kiếm đồ về, cốt là để bảo vệ tính mạng cho những người ở nhà. "Phải có gan mới làm được như vậy" - Negan nói. Trái lại, Spencer thì chỉ tranh thủ lúc Rick vắng mặt để ra nhờ hắn thực hiện thay mưu đồ bẩn thỉu của anh ta. Negan tiến sát tới hỏi rằng vì sao Spencer không tự mình giết Rick. Khi anh ta còn đang lúng túng, hắn nói tiếp: "Đó là bởi vì mày không có gan" rồi rút dao ra đâm vào bụng Spencer. Từ vết rạch, ruột gan của Spencer rơi hết ra bên ngoài. Nhìn anh ta gục xuống và chết dần, Negan bật cười: "Ồ đây rồi. Thì ra gan của mày vẫn ở bên trong từ suốt đó đến giờ đấy chứ".
Chứng kiến cảnh tượng này, Rosita không thể kiềm chế được cơn giận và rút súng ra bắn Negan. Mặc dù vậy, viên đạn lại đi trúng vào cây gậy Lucille mà hắn đang giơ trước mặt. Điều này khiến Negan nổi điên khi thấy vũ khí của mình bị sứt mẻ. Thành viên nữ của The Saviors - Arat lập tức đè Rosita xuống và kề dao vào mặt cô. Negan nhặt vỏ đạn dưới đất lên, nhận ra rằng đây là đồ tự chế và yêu cầu Rosita phải khai ai đã làm ra nó. Rosita khẳng định rằng chính cô tự làm ra và tự cứa mặt mình vào dao của Arat. Mặc dù vậy, Negan tin chắc rằng Rosita nói dối và bảo Arat hãy giết một cư dân Alexandria bất kỳ đang đứng ở đó. Rất nhanh chóng, Arat rút súng ra và bắn chết Olivia.
Vừa dìu Aaron tới nơi, nhìn thấy những gì Negan vừa làm, Rick bảo hắn hãy ra lấy đồ ở cổng và rời khỏi đây. Negan liền đáp rằng hắn sẽ đi ngay khi biết được ai đã làm ra viên đạn đó. Cuối cùng, Eugene đành thừa nhận rằng anh là người mà hắn đang tìm. Negan quyết định bắt Eugene về căn cứ của mình và cùng đồng bọn rời khỏi. Sau khi The Saviors đã đi, Rick đi tới đâm chết Spencer vừa biến đổi.
Tối hôm đó, Michonne tới nói với Rick rằng sau khi đi điều tra, cô nhận ra rằng lực lượng The Saviors thực sự đông đảo hơn họ nghĩ. Mặc dù vậy, sau tất cả những gì mà họ đã từng trải qua, họ vẫn cần phải đấu tranh vì bản thân và vì tất cả những người mà họ quan tâm. Rick suy nghĩ và đồng ý với cô.
Ngày hôm sau, khi đang đứng gác ở cổng của Hilltop, Maggie mỉm cười khi thấy Rick, Michonne, Carl, Rosita và Tara vừa tới nơi. Cô gọi Sasha và Enid ra để cùng mọi người trao cho nhau những cái ôm đoàn tụ. Daryl cũng được Jesus dắt ra và đưa lại cho Rick khẩu súng anh lấy được từ Joey "béo". Với vẻ mặt đầy lạc quan, họ bắt đầu tiến vào trong nhà Barrington.
Đêm hôm đó, khi cha xứ Gabriel đang gác cổng ở Alexandria. Có ai đó lén theo dõi ông qua ống nhòm. Người này lẩn khuất trong bóng tối và bắt đầu tiến về phía Alexandria.

## Diễn viên

### Diễn viên chính
- Andrew Lincoln vai Rick Grimes
- Norman Reedus vai Daryl Dixon
- Lauren Cohan vai Maggie Rhee
- Chandler Riggs vai Carl Grimes
- Danai Gurira vai Michonne
- Melissa McBride vai Carol Peletier
- Lennie James vai Morgan Jones
- Sonequa Martin-Green vai Sasha Williams
- Alanna Masterson vai Tara Chambler
- Josh McDermitt vai Eugene Porter
- Christian Serratos vai Rosita Espinosa
- Jeffrey Dean Morgan vai Negan
- Seth Gilliam vai Gabriel Stokes
- Ross Marquand vai Aaron
- Austin Nichols vai Spencer Monroe
- Austin Amelio vai Dwight*
- Tom Payne vai Paul Rovia
- Xander Berkeley vai Gregory

### Diễn viên định kỳ
- Katelyn Nacon vai Enid
- Karl Makinen vai Richard
- Ann Mahoney vai Olivia
- Jason Douglas vai Tobin
- Kenric Green vai Scott

*Không xuất hiện trong tập này

### Các diễn viên phụ khác
- Jordan Woods-Robinson vai Eric Raleigh
- Joshua Hoover vai Joseph
- Mike Seal vai Gary
- Martinez vai David
- Lindsley Register vai Laura
- Peter Zimmerman vai Eduardo
- Aerli Austen vai Isabelle
- Chloe & Sophie Garcia-Frizzi vai Judith Grimes
- Curtis Jackson vai Bob Miller
- Karl Funk vai Neil

## Cái chết trong tập
- Joseph
- Isabelle
- Spencer Monroe (Lúc còn sống & Sau khi biến đổi)
- Olivia

## Đánh giá
"Hearts Still Beating" nhận được phản hồi tốt từ giới phê bình, với 77% trong số 30 bài đánh giá trên trang Rotten Tomatoes mang tính tích cực. Nhận xét ngắn gọn của trang này là: ""Hearts Still Beating" đã bù đắp lại cho một nửa đầu mùa phim gây nên khá nhiều tranh cãi, với sự tiến bộ trong mạch truyện cùng những tình tiết hồi hộp, để rồi kết lại theo một cách đầy hy vọng và lạc quan. Noel Murray từ tờ Rolling Stone nhận định: "Không như các tập khép lại cả mùa hay nửa mùa phim trước đây khi mà kết thúc một cách dang dở hoặc vào khoảnh khắc giữa chừng nguy hiểm, "Hearts Still Beating" đã chấm dứt theo một cách như thể muốn nói rằng "sự chịu đựng đã quá đủ rồi"".

## Bên lề
- Lần xuất hiện đầu tiên của: Tamiel.
- Tên của tập phim - "Hearts Still Beating" đến từ lời nói của Aaron với Rick về việc phải cống nạp đồ cho The Saviors để bảo toàn mạng sống cho những người họ yêu thương, dù trái tim của mỗi người "có đập hay không".
- Đây là tập phim thứ 9 trong toàn bộ series được kéo dài thời lượng phát sóng (bao gồm cả quảng cáo) lên thành 90 phút, đồng thời cũng là tập khép lại nửa đầu mùa phim đầu tiên có thời lượng như vậy.
- Đây là tập phim thứ 4 khép lại nửa đầu mùa phim liên tiếp có cái chết của một nhân vật chính.
  - Với cái chết của Spencer, không còn thành viên nào trong gia đình nhà Monroe còn sống sau tập này.
- Các cảnh giữa Negan và Spencer được lấy ra từ Chương 111 trong truyện.
- Cảnh Rosita bắn trúng gậy Lucille và khiến Negan nổi giận tương tự với cảnh Carl bắn Lucille trong Chương 113 của truyện.
- Cảnh một người bí ẩn lén theo dõi Alexandria từ xa tương tự với cảnh Jesus theo dõi Alexandria trong Chương 91 của truyện.
- Negan đã cạo râu trong tập này và đưa ngoại hình nhân vật trở nên giống với nguyên bản truyện.
- Câu "We’re the ones who live" mà Michonne nói với Rick trong tập cũng là lời Rick từng nói trong cảnh ẩu đả với Pete trong tập "Try".
- Rick lấy lại được khẩu Colt Python của mình sau khi nó bị The Saviors lấy đi trong tập cuối Phần 6.
- Bài hát được sử dụng trong tập là “The Program” của Ben Wise (được các thành viên The Saviors bật khi đánh bài, trong cảnh Daryl tìm đường trốn thoát khỏi The Sanctuary).
- Cảnh chết của Joey "béo" vốn được quay tàn bạo hơn những gì khán giả được thấy trong tập.
  - Nhiều phỏng đoán cho rằng do làn sóng phản đối về các cảnh tàn bạo trong tập "The Day Will Come When You Won't Be", đoàn làm phim đã quyết định giảm nhẹ mức độ bạo lực được thể hiện trong phim.

## Lỗi phim
- Trong cảnh Negan đâm Spencer rồi rút dao ra, không hề có máu dính trên áo hay mặt hắn. Tuy nhiên lát sau, máu có thể được nhìn thấy trên áo và mặt Negan.
- Trước khi tiến đến sát để giết Spencer, Negan đã đánh bi trắng xuống lỗ. Tuy nhiên sau khi Spencer chết, bi trắng đã quay trở lại trên bàn bi-a.
- Bob Miller cùng 2 cư dân Alexandria khác được nhìn thấy trong số những người theo dõi ván đấu bi-a của Negan và Spencer. Tuy nhiên sau khi Olivia bị bắn chết, họ không còn hiện diện ở đó. Đây có thể là lỗi của đoàn làm phim trong việc sắp xếp diễn viên quần chúng giữa các cảnh quay.
- Sau khi Daryl đánh Joey "béo" tới chết, máu của hắn được nhìn thấy dính trên áo anh. Tuy nhiên sau khi Daryl cúi xuống nhặt khẩu súng của Rick lên, phần máu đó đã biến mất.
- Sau khi Arat bắn chết Olivia, một thành viên da màu của The Saviors đứng ngay gần đó có thể được nhìn thấy đang cản Tobin lại và chĩa súng đe dọa khi anh ấy định chạy đến chỗ Olivia. Tuy nhiên, sau khi Rick dìu Aaron tới hiện trường vụ việc, cảnh thành viên The Saviors đó ngăn cản Tobin một lần nữa bị lặp lại.